# Campionati europei di ciclocross 2003
I Campionati europei di ciclocross 2003, prima edizione della competizione, si sono disputati a Tábor, in Repubblica Ceca, l'8 novembre 2003.

## Medagliere
| Pos.   | Nazione     | Oro | Argento | Bronzo | Totale |
| ------ | ----------- | --- | ------- | ------ | ------ |
| 1      | Rep. Ceca   | 1   | 2       | 0      | 0      |
| 2      | Germania    | 1   | 0       | 0      | 1      |
| 2      | Belgio      | 1   | 0       | 0      | 1      |
| 4      | Paesi Bassi | 0   | 1       | 0      | 1      |
| 5      | Francia     | 0   | 0       | 3      | 3      |
| Totale | Totale      | 3   | 3       | 3      | 9      |

## Sommario degli eventi
| Eventi            | Oro                        | Argento                   | Bronzo                      |
| Uomini            |                            |                           |                             |
| Under-23 dettagli | Martin Zlámalík Rep. Ceca  | Martin Bína Rep. Ceca     | Steve Chainel Francia       |
| Junior dettagli   | Niels Albert Belgio        | Roman Kreuziger Rep. Ceca | Clément Lhotellerie Francia |
| Donne             |                            |                           |                             |
| Elite dettagli    | Hanka Kupfernagel Germania | Marianne Vos Paesi Bassi  | Maryline Salvetat Francia   |